# 吳雄
吳雄（1449年—1504年），字文英，羽林左衛軍籍浙江杭州府仁和縣（今浙江杭州市）人，明朝政治人物。

## 生平
早年出身順天府學生，成化十三年（1477年）丁酉科順天鄉試第一百二名舉人。成化十四年（1478年）聯捷戊戌科會試第八十六名，殿試登第二甲第二名進士，授刑部主事，歷升员外郎、郎中，弘治四年（1491年）五月升河南副使，九年九月升湖廣按察使，十二年三月升任應天府府尹。為官肅明，弘治十七年（1504年）入覲，卒於途中，享年五十六歲，賜祭葬。

## 家族
曾祖吳寅。父吳春。母王氏。具庆下。